# Odalengo Grande
Odalengo Grande – miejscowość i gmina we Włoszech, w regionie Piemont, w prowincji Alessandria.
Według danych na styczeń 2010 gminę zamieszkiwało 521 osób przy gęstości zaludnienia 32,9 os./1 km².